# MT-LBu
MT-LBu ist ein in der Sowjetunion entwickeltes geländegängiges, leicht gepanzertes, schwimmfähiges Gleiskettenfahrzeug. Dabei steht MT-LBu für многоцелевой транспортёр легкобронированный универсальный (leicht gepanzerter Universaltransporter). Der MT-LBu wurde auf Basis des Transportpanzers MT-LB entwickelt. Das Fahrzeug kommt als Transportpanzer, häufiger aber als Träger für Spezialfahrzeuge in verschiedenen Streitkräften zum Einsatz. Demilitarisierte Fahrzeuge werden in wenig erschlossenen Regionen der Nachfolgestaaten der Sowjetunion als Transportfahrzeug oder als fahrbare Werkstatt bzw. fahrbares Laboratorium genutzt.

## Entwicklung
Ab Beginn der 1970er-Jahre ersetzte in der Sowjetarmee der Transportpanzer MT-LB die Artilleriezugmaschinen der AT-P-Serie. Bei diesem Fahrzeug wurde weitgehend auf vorhandene Baugruppen aus der Panzer- und Lkw-Fertigung zurückgegriffen. Dies verringerte die Entwicklungszeit und vereinfachte die Fertigung. Auf Basis des MT-LB entstanden verschiedene Spezialfahrzeuge, für bestimmte Anwendungsfälle wurde jedoch mehr Nutzlast und Innenraumvolumen benötigt. Diese Lücke schloss der MT-LBu, der ebenfalls ab Beginn der 1970er-Jahre in Serie produziert wurde. Die Wanne des MT-LBu war 40 cm höher und deutlich länger. Laufwerk und Motorisierung wurden an die gestiegene Masse und Abmessungen angepasst. Als Motor kam der JaMS-238N (ЯМЗ-238Н) zum Einsatz. Dieser aus dem im MT-LB verwendeten JaMS-238 abgeleitete V8-Dieselmotor leistete 300 PS (221 kW). Das Laufrollenlaufwerk des MT-LBu besitzt 7 statt 6 Laufrollen auf jeder Seite. Produziert wurde der MT-LBu im Maschinenbauwerk Charkow, später folgte die Lizenzproduktion in Polen und Bulgarien.

## Konstruktion
Die Wanne des MT-LBu ist aus Panzerstahl mit einer Stärke von drei bis zehn Millimeter verschweißt. Die Panzerung schützt die Besatzung gegen Schützenmunition und Granatsplitter. Die Wanne ist in mehrere, durch Trennwände voneinander abgegrenzte Abteilungen unterteilt. Im Bug des Fahrzeuges finden der Fahrer und der Kommandant ihren Platz. Beide können das vor ihnen liegende Gelände durch große Sichtscheiben beobachten, die bei Bedarf durch Panzerplatten verschlossen werden können, dann erfolgt die Beobachtung über Winkelspiegel. Unmittelbar anschließend folgt der Motorraum, darauf folgend der Kampfraum mit einem Volumen von 13 m³. Der Zugang zum Fahrzeug erfolgt durch eine große Luke in der Rückwand des Kampfraumes und für Fahrer und Kommandant durch zwei Luken auf der Wanne. Davon abweichend besitzen demilitarisierte Fahrzeuge meist zwei Türen im Vorderteil des Fahrzeuges. Die Wanne hat auf der Oberseite einen großen, kreisförmigen Ausschnitt, in die bei einigen Ausführungen ein Turm zur Aufnahme von Beobachtungsgeräten oder einer Antennenanlage montiert ist, ansonsten ist die Öffnung durch eine Platte abgedeckt.
Der längs eingebaute Achtzylinder-Dieselmotor JaMS-238N leistet 300 PS (221 kW) bei 2100/min. Über die Hauptkupplung und eine kurze Kardanwelle wird das im Bug des Fahrzeuges liegende Wechselgetriebe angetrieben. Über die seitlich angeflanschten Lenkkupplungen mit Bremse, die Verteilergetriebe und die Seitenvorgelege werden die vorn liegenden Antriebsräder angetrieben. Das Schema der Kraftübertragung ist mit dem MT-LB identisch. Im Wasser wird der MT-LBu durch die Gleisketten angetrieben. Gelenkt wird das Fahrzeug über Lenkhebel, die die Lenkkupplungen aus- bzw. einkuppeln. Die Lenkkupplung ist eine Mehrscheiben-Trockenkupplung ohne Kupplungsbeläge, die Hauptkupplung eine Zweischeiben-Trockenkupplung mit Bremsbelägen. Die Bremsen sind als Summenbandbremsen ausgelegt. Das Getriebe ist ein sogenanntes „Getriebe mit doppelter Kraftzuführung“. Dies bedeutet, dass das Fahrzeug ohne eingelegten Gang auf der Stelle dreht, wenn ein Lenkhebel gezogen wird. Dabei läuft die Kette auf der Seite des gezogenen Lenkhebels rückwärts, die andere vorwärts. Die Wendung erfolgt also in Richtung des gezogenen Lenkhebels.
Der MT-LBu verfügt über ein drehstabgefedertes Laufrollenlaufwerk mit sieben Laufrollen auf jeder Seite. Das Antriebsrad liegt vorn, das Leitrad hinten. An der Leitradachse befindet sich die Kettenspanneinrichtung. Die erste und die letzte Laufrolle jeder Seite wird durch einen hydraulischen Stoßdämpfer gedämpft. Die Kette ist eine Gelenkkette mit zwei Führungszähnen, zwischen denen die einteiligen Laufrollen laufen.

## Varianten
Der MT-LBu ist das Trägerfahrzeug für zahlreiche Sonderaufbauten. Je nach Variante können sich Abmessungen und Gewichte vom Ursprungsfahrzeug deutlich unterscheiden.

### Sowjetunion bzw. Russland
- MT-LBu-N (МТ-ЛБу-Н) – Transportfahrzeug mit Pritsche und geschlossenem Kofferaufbau, Nutzlast 4000 kg
- MT-LBu-M (МТ-ЛБу-М) – Weiterentwicklung des MT-LBu für vorrangig zivilen Einsatz mit höherer Wanne, vergrößerten Windschutzscheiben, Scheinwerfern, geänderter Beleuchtungsanlage und geänderter Innenausstattung
- 1B32 (1Б32) – Schallmesskomplex
- 1L219 Soopark-1 (1Л219 Зоопарк-1) – Artilleriebeobachtungsradar
- 1L219M Soopark-1M (1Л219M Зоопарк-1M) – verbesserte Ausführung, 2002 vorgestellt.
- 1L245 (1Л245) – Komplex zur funkelektronischen Gegenwirkung
- 1RL239 Rys (1РЛ239 Рысь) – Artillerieaufklärungsradar
- 1RL243 (1РЛ243) – Station zur Fernmelde- und Elektronischen Aufklärung
- 9S80 Owod-M-SW (9С80 Овод-М-СВ) – Aufklärungsradar der Truppenluftabwehr
- 1W12 Maschina-S (1В12 Машина-C) – Führungskomplex der Sfl-Artillerie-Abteilung, bestehend aus:
  - Fahrzeug des Kommandeurs der Abteilung 1W15
  - Fahrzeug des Stabschefs der Abteilung 1W16
  - Fahrzeug für Batteriechefs 1W14
  - Fahrzeug für Batterieoffiziere 1W13
- 9W514 Beta-S (9В514 Бета-3) – Feldführungskomplex für die rechnergestützte Operationsführung
- 9T451 (9Т451) – Transport- und Ladefahrzeug des Geschosswerfers 9P139 Grad-1 (Град-1)
- KDChR-1N Dal (КДХР-1Н Даль) – Fahrzeug zur chemischen Aufklärung
- LKM-3 (ЛКМ-3) – Fahrzeug zum Verlegen von Fernmeldekabeln
- MP21 bis MP25 (МП21 bis МП25) – Feldführungskomplex für die rechnergestützte Operationsführung des Systems Manöver (Манёвр)[5]
- 9S737 Ranschir (9С737 Ранжир) – Batterieführungsfahrzeug der Truppenluftabwehr
- MP95 Beta-4 (МП95 Бета-4) – Feldführungskomplex für die rechnergestützte Operationsführung
- MZS-83 Mnogosloschnost (МЗС-83 Многосложность) – Lautsprecherfahrzeug
- PPRI-5 (ППРИ-5) – Führungsinformationssystem
- R-149BMRg (Р-149БМРг) – Führungsfahrzeug
- R-161B (Р-161Б) – Kurzwellen-Funkstation
- R-161M (Р-161M) – Kurzwellen-Funkstation
- RB-301B (Borisoglebsk-2) – Multifunktionales Waffensystem zur elektronischen Kriegsführung (Störsender)[6]
- R-330B (Р-330Б) –  automatisierte UKW-Störstation des Komplexes zur funkelektronischen Gegenwirkung R-330 Mandat (Р-330 Мандат)
- R-330KB (Р-330KБ) – Führungspunkt des Komplexes zur funkelektronischen Gegenwirkung R-330  Mandat (Р-330 Мандат)
- R-330P Piramida (Р-330П Пирамида) – Störstation des Komplexes zur funkelektronischen Gegenwirkung R-330 Mandat (Р-330 Мандат)
- R-378B (Р-378Б) –  automatisierte Störstation des Komplexes zur funkelektronischen Gegenwirkung R-330 Mandat (Р-330 Мандат)
- R-381Т Taran (Р-381Т Таран) – funklelektronischer Aufklärungskomplex
- R-412B Torf (Р-412Б Торф) – Troposphären-Funkstation
- R-412B Legenda-2BG (Р-439БГ Легенда-2БГ) – Funkstation für Satellitenverbindungen
- R-934B (Р-934Б) – automatisierte Störstation für UKW-Flugfunkverbindungen
- TGM (ТГМ) – Transportfahrzeug[7]

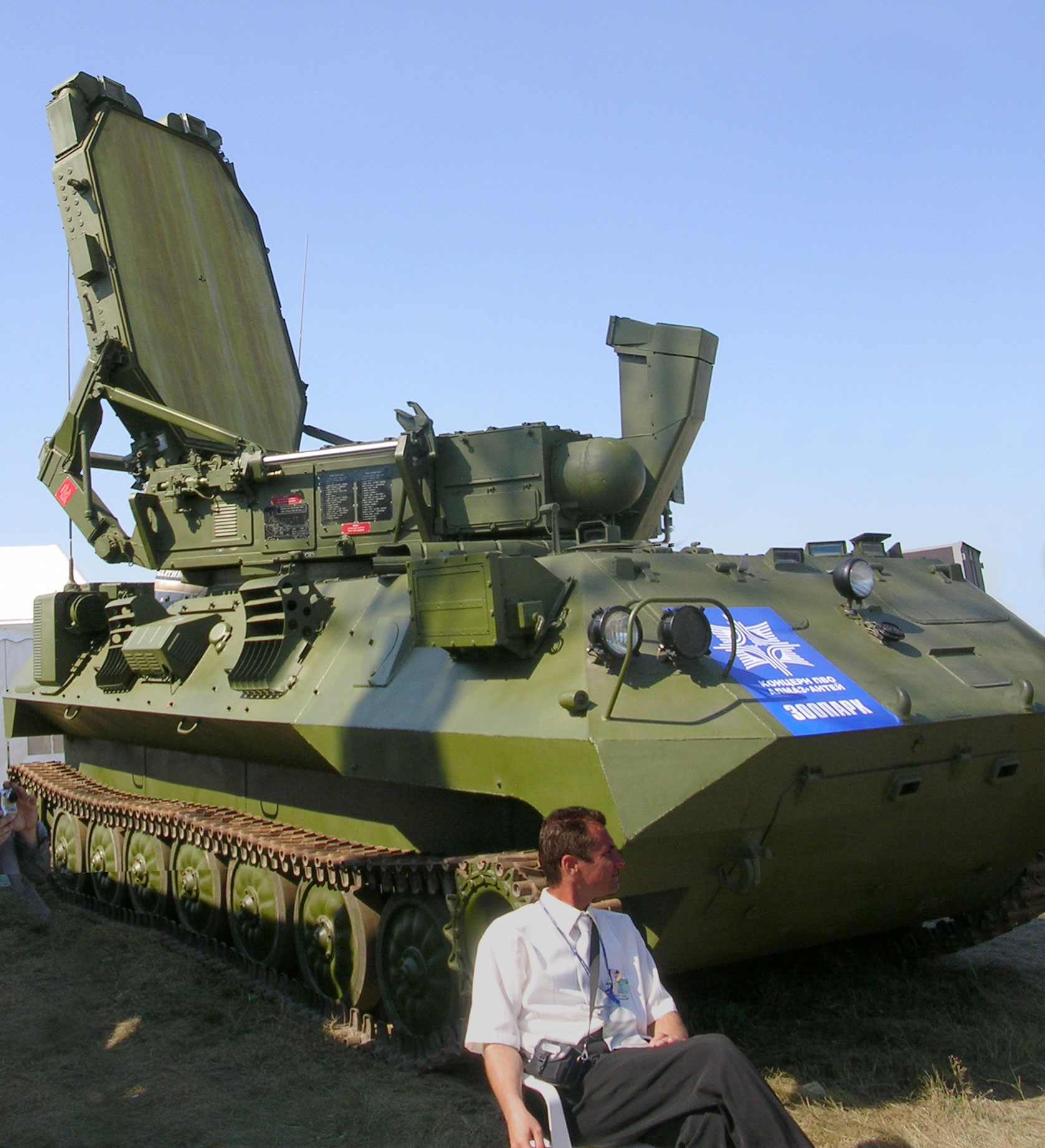
1L219M Soopark-1M
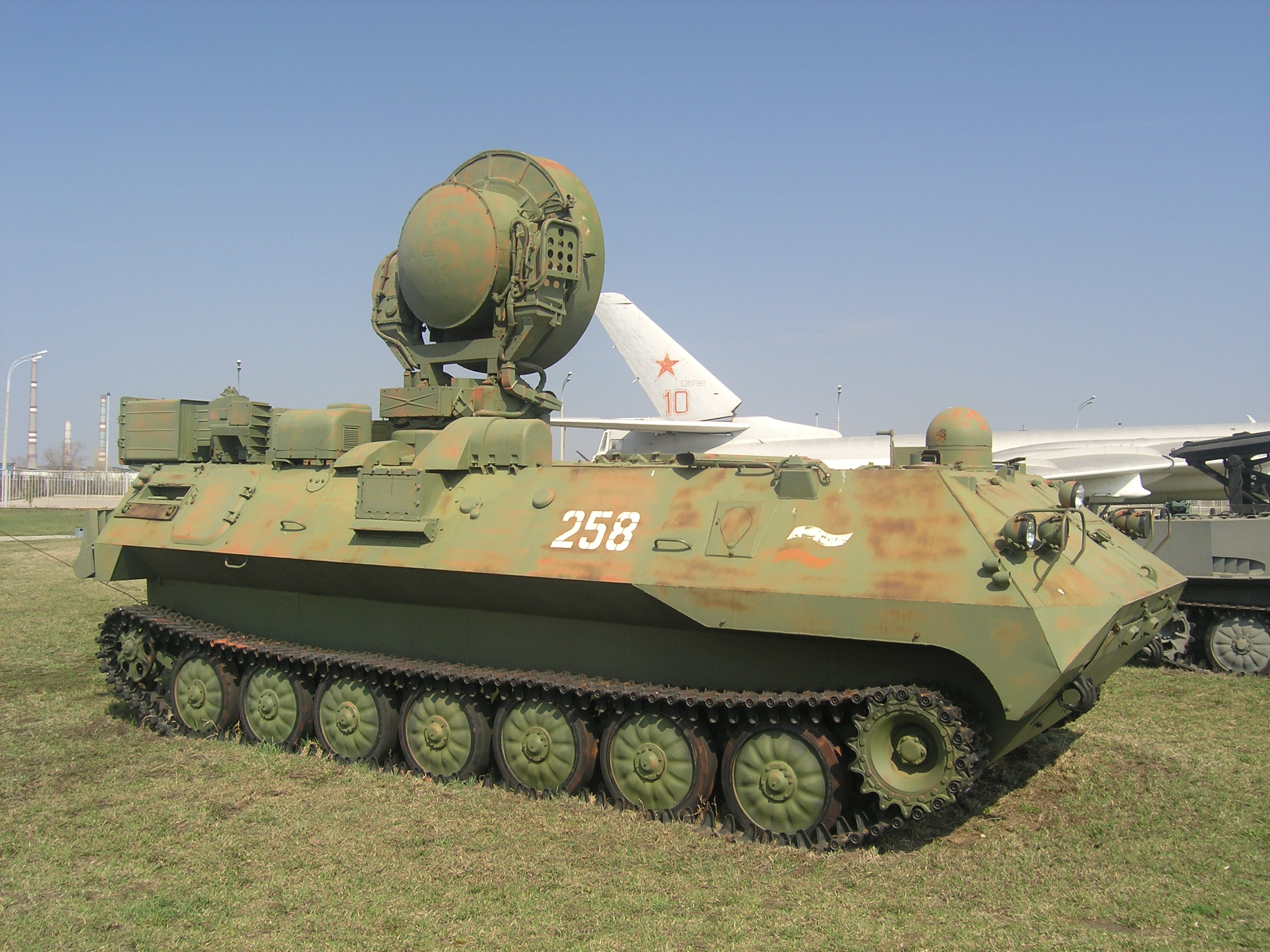
1RL239 Rys auf Basis des MT-LBu
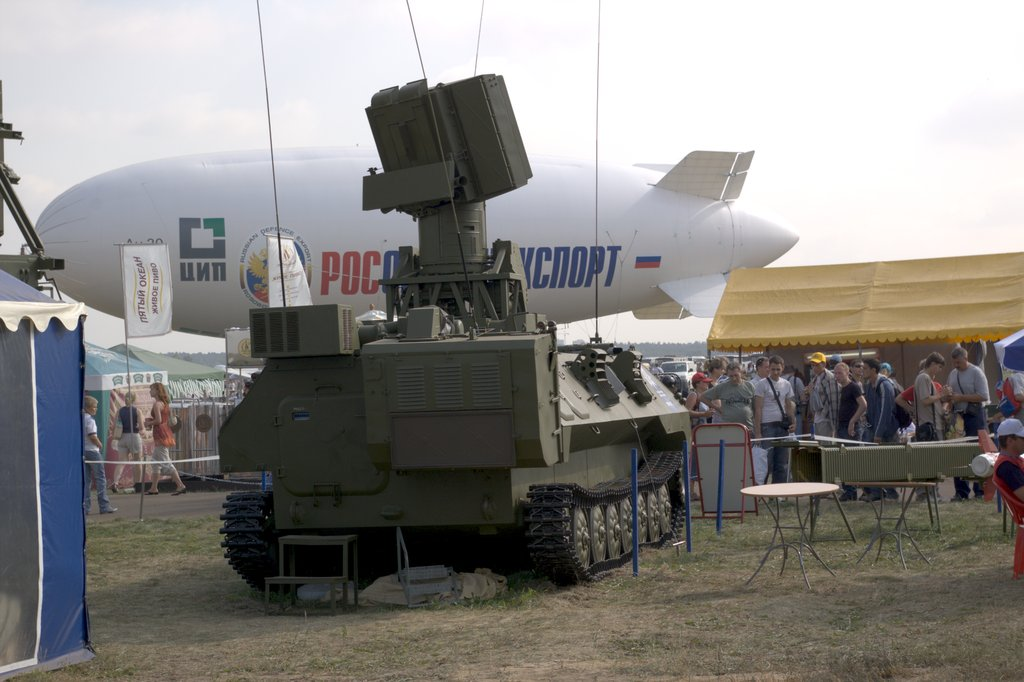
9S80 Owod-M-SW
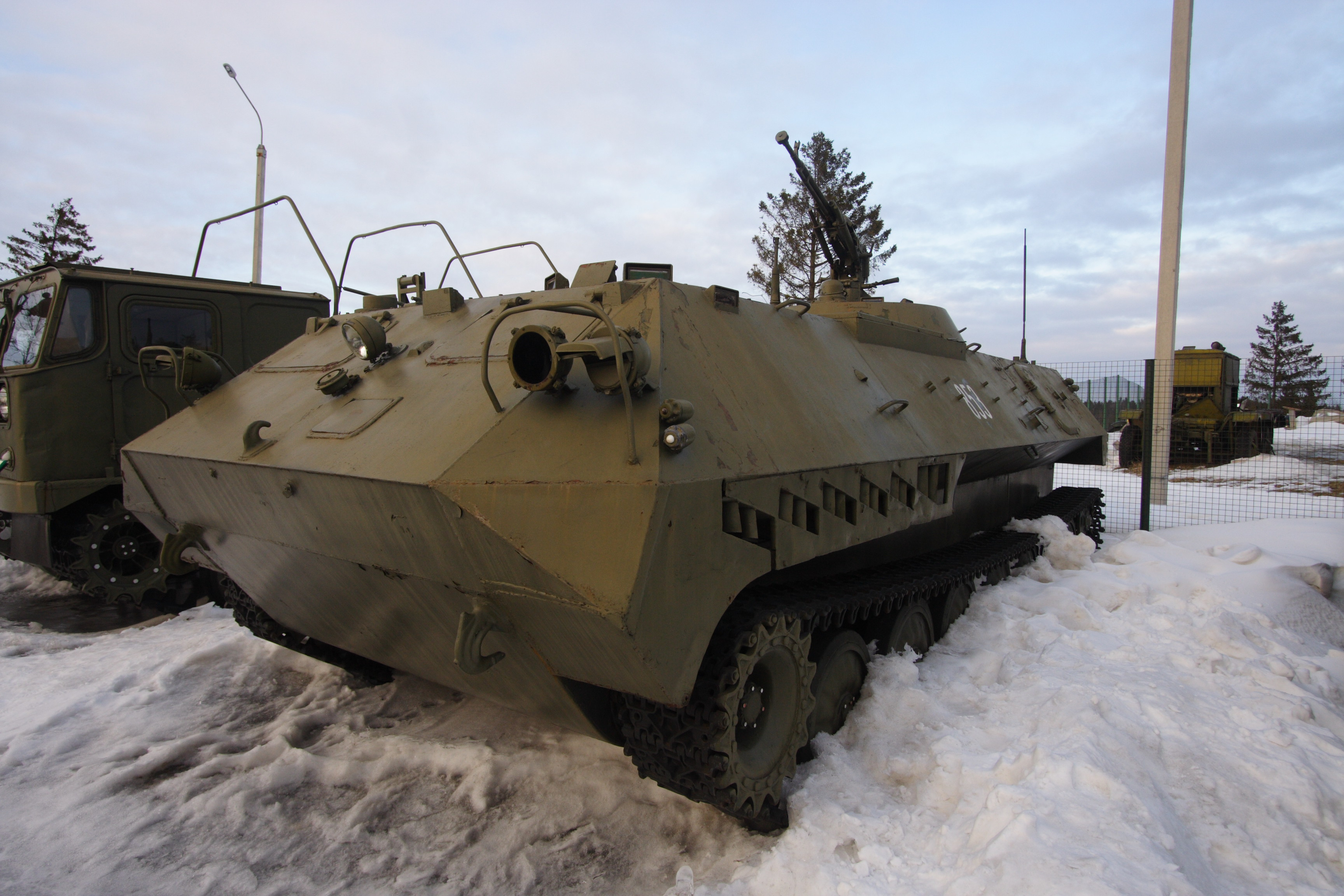
1W13 des Führungskomplexes 1W12
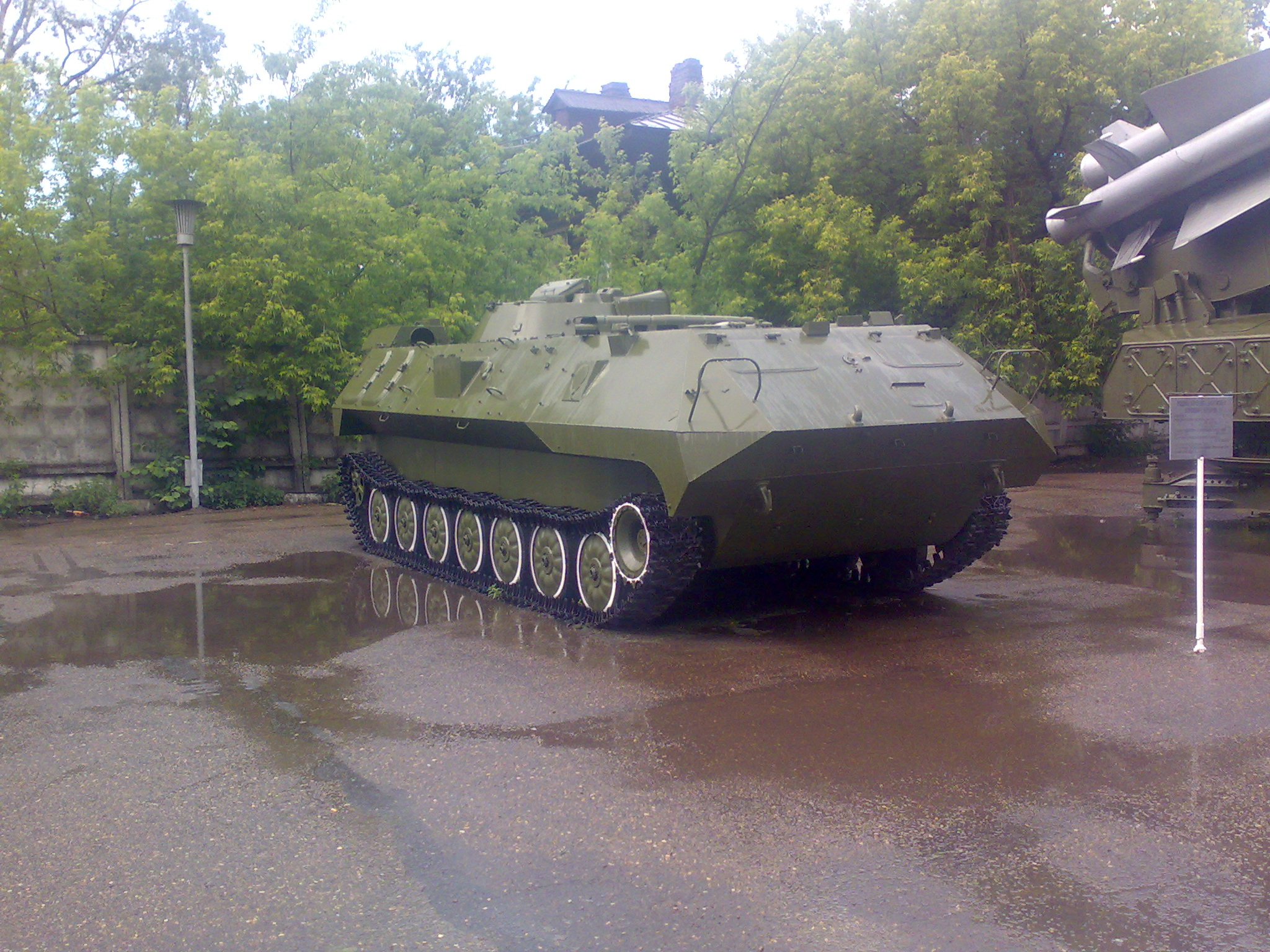
1W15 des Führungskomplexes 1W12
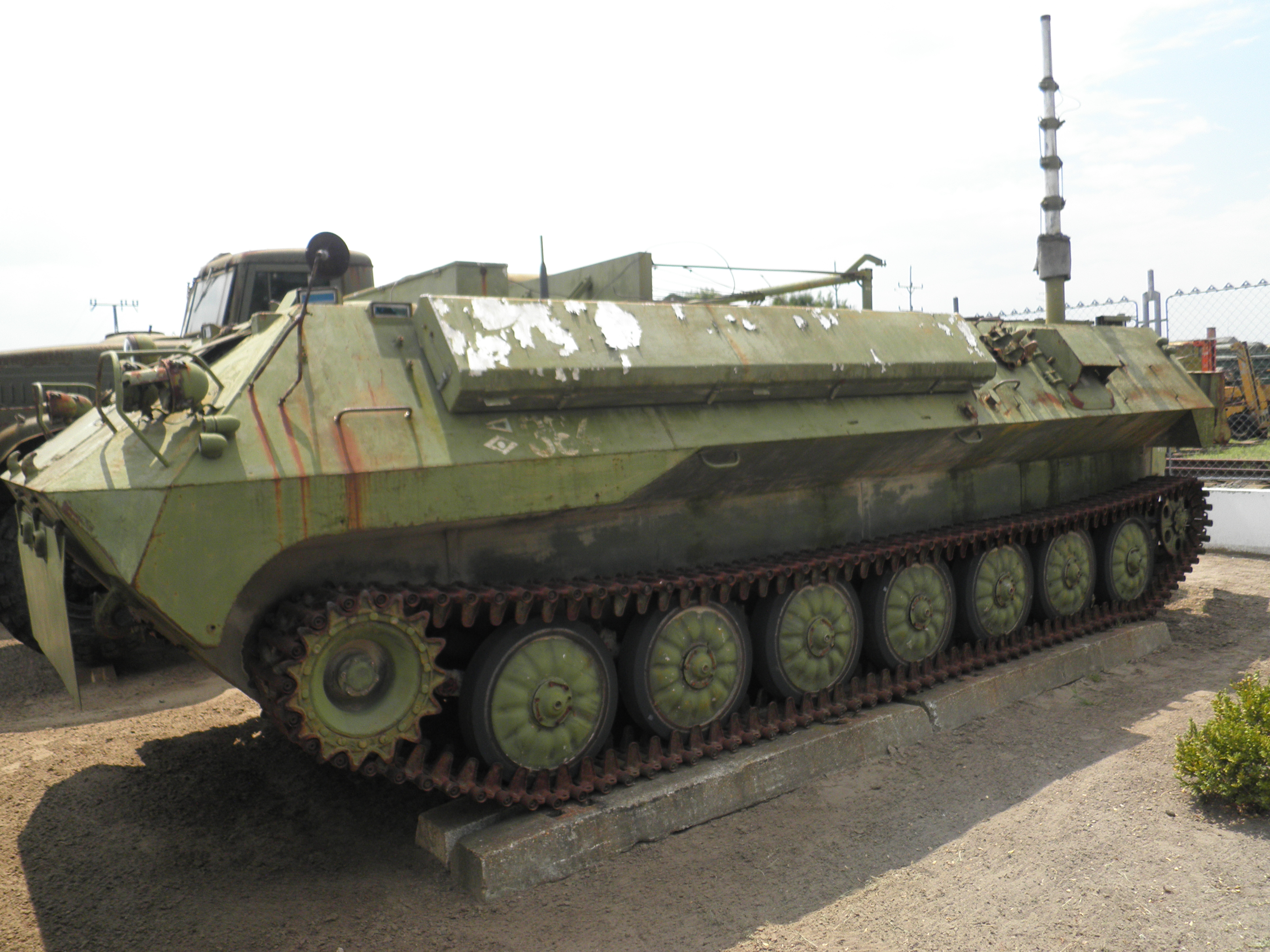
R330P

### Ukraine
- I-52 (И-52) – Minenverlegefahrzeug

### Polen
- ZWDSz 1 – Feldführungskomplex für die rechnergestützte Operationsführung des Systems Irys, basiert auf der sowjetischen Entwicklung MP21 bis 25, Indienststellung 2002

### Bulgarien

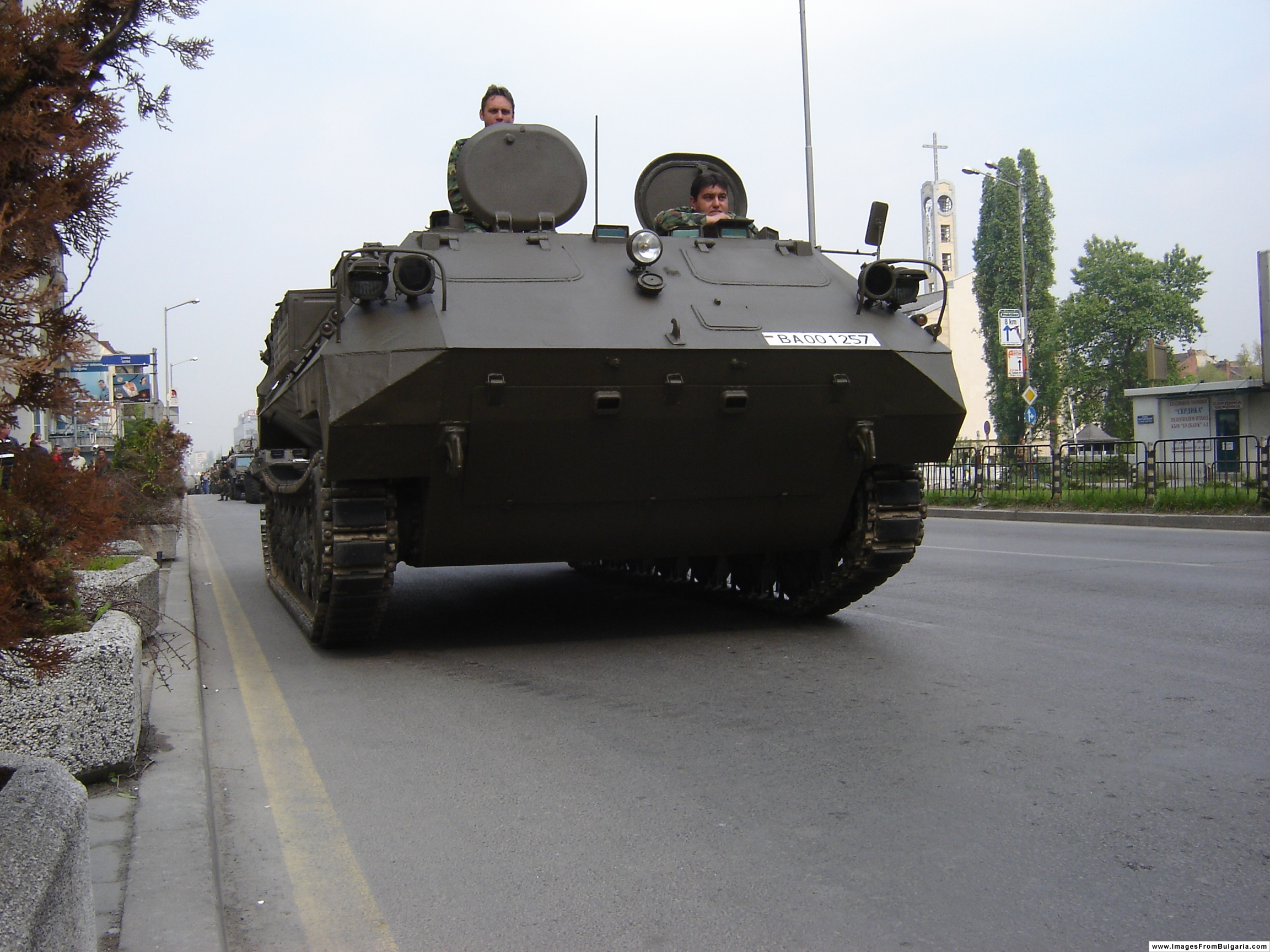
Bulgarisches Fahrzeug auf Basis des MT-LBu

- KSchM 9S743 (КШМ 9С743) – Führungsfahrzeug
- MTP-1 (МТП-1) – Pionierpanzer
- KSchTMS (КШТМС) – Führungsfahrzeug
- KSchM-R-55 (КШМ-Р-55) – Führungsfahrzeug

### Schweden
- Pbv 4020 –  schwedische Version des Komplexes 1W12
- Stripbv 4021 – Führungsfahrzeug
- Stripbv 4024 – Sanitätspanzer

### Finnland
- MT-LBu-TP – finnische Version der 1W13
- MT-LBu-P – finnische Version der 1W14 bzw. 1W15
- MT-LBu-PS – finnische Version der 1W16

### Belarus
- TMPK Mul (ТМПК Мул) – Versorgungsfahrzeug[8]
- TZM122 (ТЗМ122) – Munitionstransporter für die Selbstfahrlafette 2S1
- SM-120 (СМ-120) – Granatwerfer auf Selbstfahrlafette, als Waffe ist der Granatwerfer 1B12 des Systems 2S12 (2С12 Сани) eingerüstet, Gefechtsbeladung 48 Schuss
- PPMT (ППМТ) – Sanitätsfahrzeug

## Einsatz

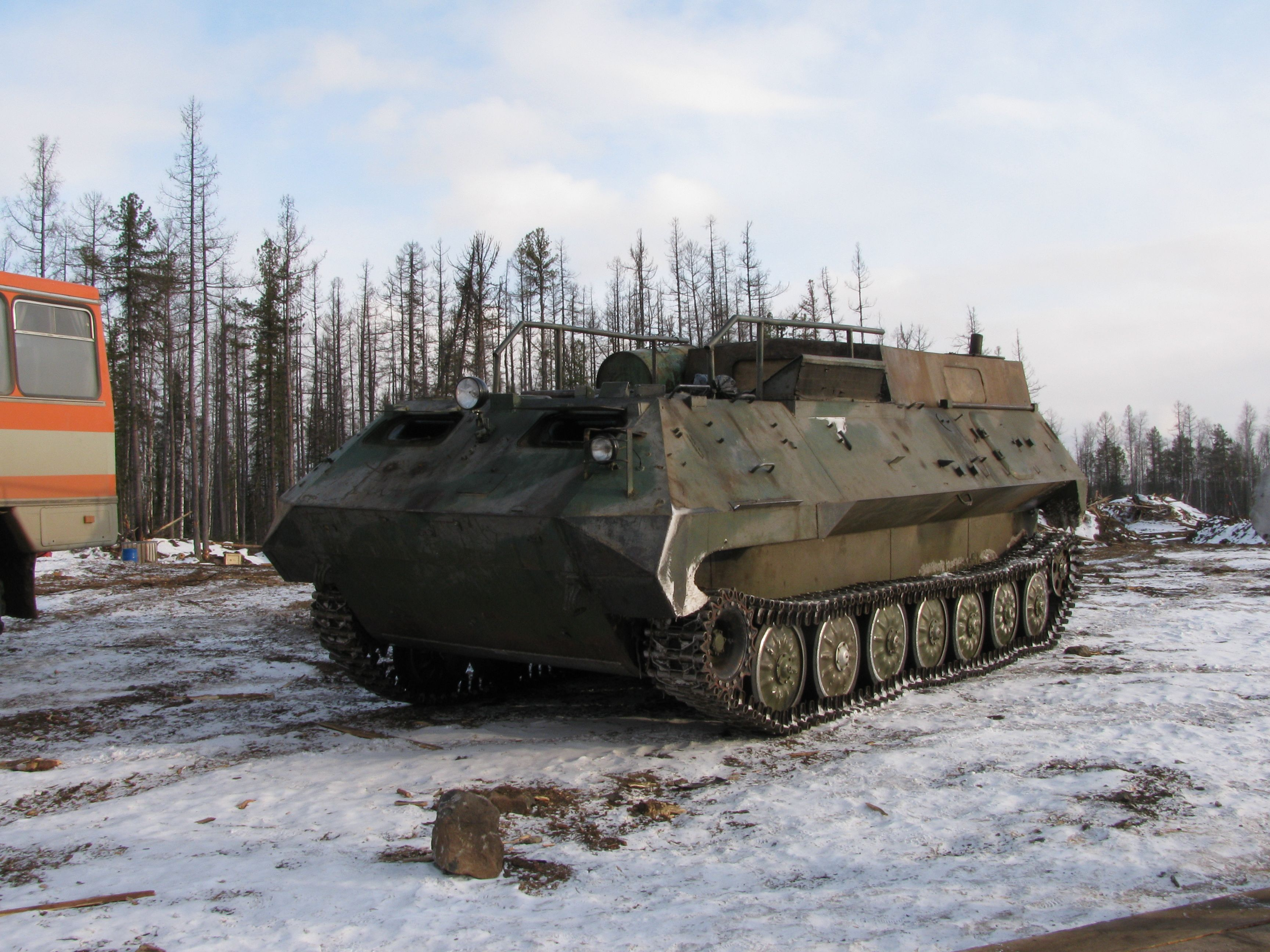
Demilitarisierter MT-LBu im Einsatz in der Region Krasnojarsk

Der MT-LBu wurde an Staaten geliefert, die auch die entsprechenden sowjetischen Waffen- und Führungssysteme nutzten. Er befand oder befindet sich in Armenien, Belarus, Bulgarien, Ungarn, Venezuela, Georgien, Irak, Kasachstan, Libyen, Polen, Russland, Serbien, der Ukraine, Finnland, der Tschechoslowakei und Schweden im Bestand der Streitkräfte. Nicht mehr benötigte und demilitarisierte Fahrzeuge finden in Russland in Regionen mit besonderen klimatischen Verhältnissen oder schwach entwickelter Infrastruktur Verwendung.
Die Nationale Volksarmee setzte den MT-LBu nur als Träger für Spezialfahrzeuge ein. Genutzt wurde die Störstation R 330P und die Führungsstellen 1W13, 1W14, 1W15 und 1W16 des Führungskomplexes 1W12 Maschina. Letztgenannte Fahrzeuge wurden in den mit der Sfl 2S1 bzw. 2S3 ausgerüsteten Artillerieabteilungen genutzt. Da die Bundeswehr die entsprechenden Waffensysteme nicht übernahm, schied auch eine weitere Nutzung des Führungskomplexes 1W12 aus. Auch die Nutzung der Trägerfahrzeuge wurde verworfen, da sie deutschen Sicherheitsanforderungen nicht genügten.
Die Einführung des Feldführungskomplexes für die rechnergestützte Operationsführung des Systems Manöver (Манёвр) begann 1985, konnte aber bis zur Auflösung der NVA nicht abgeschlossen werden. Genutzt wurde ein Komplex in der 7. Panzerdivision. Der Komplex bestand anfangs aus 24, ab 1988 aus 26 Fahrzeugen, davon 18 vom Typ MT-LBu. Die geplante Einführung drei weiterer Komplexe in die 11. motorisierte Schützendivision, die Militärakademie Friedrich Engels und die 4. motorisierte Schützendivision konnte bis 1990 nicht mehr realisiert werden. In der NVA wurde der Komplex auch als AFFS (Automatisiertes Feld-Führungs-System) bezeichnet. Die russische Abkürzung dafür war PASUV, die für Polevaja Avtomatishirovanaja Sistema Upravlenija Vojsk (feldmäßiges automatisiertes System zur Führung der Truppen) steht.
Finnland übernahm aus den Beständen der Bundeswehr Panzerhaubitzen 2S1 und die dazugehörenden Führungsfahrzeuge des Komplexes 1W12, die den finnischen Anforderungen entsprechend umgerüstet wurden. Das Schwedische Heer übernahmen neben mehr als 1000 MT-LB auch mehrere MT-LBu und rüsteten 25 dieser Fahrzeuge zu Krankentransportfahrzeugen um.